# ۳۰۸ (پیش از میلاد)
۳۰۸ (پیش از میلاد) ۳۰۸مین سال قبل از تقویم میلادی است.